# Percy-en-Auge
Percy-en-Auge település Franciaországban, Calvados megyében. Lakosainak száma 234 fő (2018. január 1.). Percy-en-Auge Magny-la-Campagne, Le Mesnil-Mauger, Mézidon-Canon és Ouville-la-Bien-Tournée községekkel határos.

## Népesség
A település népességének változása:
| Lakosok száma | 278  | 259  | 245  | 223  | 228  | 242  | 230  | 229  | 237  | 234  |
|               | 1968 | 1975 | 1982 | 1990 | 1999 | 2011 | 2013 | 2015 | 2017 | 2018 |